# Ostroh u Lukova
Ostroh u Lukova je pravěké hradiště ve správním území městyse Lukov v okrese Znojmo v Jihomoravském kraji. Nachází se v blízkosti česko-rakouské státní hranice v národním parku Podyjí na vrchu Ostroh obtékaném ze tří stran Dyjí. Lokalita byla osídlena od neolitu do raného středověku a v podobě valů se na ní dochovala část opevnění.

## Historie
Hradiště poprvé pod názvem Podmolí popsal Jaromír Kovárník v roce 1983, který na něm v osmdesátých a devadesátých letech dvacátého století povrchovými sběry získal nálezy z období kultur s moravskou malovanou keramikou, s nálevkovitými poháry, s kanelovanou keramikou, jevišovické kultury, dále z mladší nebo pozdní doby bronzové, doby halštatské, časné a pozdní doby laténské a ze střední a mladší doby hradištní. Jeho nálezy jsou uloženy v Jihomoravském muzeu ve Znojmě.
Podle nálezů železné strusky, houbovitého železa, nožů, částí pilek a dalších předmětů na hradišti v době laténské probíhalo zpracování železné rudy. Dochovaly se také nálezy svědčící o výrobě a užívání mincí. Kromě toho hradiště plnilo úlohu mocenského bodu u obchodní cesty údolím Dyje, přes kterou zde nejspíše vedl brod. Obchodní karavany zřejmě procházely přímo od brodu vnějším opevněním.

## Stavební podoba
Hradiště s rozlohou tří hektarů je dlouhé asi 700 metrů a padesát metrů široké. S výjimkou úzké východní strany jej obklopují strmé svahy, které převyšují dno údolí asi o devadesát metrů. Přístup z východu znesnadňuje skalní stěna. Stopy opevnění jsou jasně patrné jen na severozápadě. Na jihozápadě mají podobu čtyř teras, které však mohou být výsledkem zemědělských aktivit. Stáří a typ konstrukce původních hradeb jsou nejasné.
Přístupová cesta na hradiště vedla z údolí od jihu a stoupala západním úbočím. Vnější linie opevnění se nachází na severozápadním úpatí ostrožny. V okolí brány, která bývala v severním úseku hradby, je dochovaný val asi dva metry vysoký a směrem k jihozápadu se vytrácí. Druhý pás opevnění je špatně čitelný. Tvoří jej systém příkopů a valů, ale také může být ve skutečnosti pozůstatkem sídelních teras, protože nevelká plocha akropole neumožňovala intenzivnější osídlení. Přibližně v polovině jeho linie je patrný sedm metrů široký průchod, který může být reliktem brány.